# Elsa Morante
Pour les articles homonymes, voir Morante.
Elsa Morante, née le 18 août 1912 à Rome et morte le 25 novembre 1985 dans cette même ville, est une romancière, nouvelliste, poétesse et essayiste italienne.

## Biographie
Elsa Morante passe son enfance dans le quartier populaire du Testaccio, à Rome. Fille d'une institutrice de confession juive et d'un employé des postes, elle est en fait reconnue par Augusto Morante, surveillant dans une maison de correction.
Dès l'âge de 13 ans, elle publie des récits dans plusieurs journaux pour enfants et, à 18 ans, elle décide de se consacrer à l'écriture, quittant famille et études. Elle collabore à l'hebdomadaire Oggi de 1939 à 1941.
Elle rencontre l'écrivain Alberto Moravia en 1936, avant de l'épouser  en 1941 (le couple se séparera en 1962, sans jamais divorcer, le divorce en Italie n'étant possible que depuis 1970). La même année, elle traduit, sous le titre Quaderno degli appunti, le Scrapbook de Katherine Mansfield. Alberto Moravia étant accusé d'antifascisme, elle le suit dans son exil dans le sud du Latium jusqu'à la fin de la guerre.
En 1948, elle publie son roman Mensonge et sortilège, qui lui vaut le prix Viareggio. En 1957, elle est la première femme lauréate du prix Strega grâce à son deuxième roman, L'Île d'Arturo.
Avec Moravia, elle rencontre un grand nombre d'écrivains et de penseurs italiens, comme Attilio Bertolucci, Natalia Ginzburg (qui l'aida à publier son premier roman chez Einaudi) et Pier Paolo Pasolini, avec lequel elle se lie particulièrement d'amitié (elle est notamment citée dans quelques poèmes de l'auteur).
Elle voyage en Espagne, en URSS, en Chine et, en 1960, aux États-Unis, où elle se lie avec un jeune peintre, Bill Morrow, qui meurt en tombant d’un gratte-ciel new-yorkais dans des circonstances non élucidées en 1962. L'année suivante, elle publie le recueil de nouvelles Le Châle andalou (Lo scialle andaluso).
Laissant de côté ses activités d'écriture, Elsa Morante participe à cette époque et de manière plus ou moins visible aux films de Pier Paolo Pasolini. Après un premier caméo dans le film Accattone comme détenue en 1961, elle  participe à la préparation et au tournage de L'Évangile selon saint Matthieu, sorti en 1964, bien qu'elle n'y soit pas créditée. En 1969, elle participe à la sélection musicale pour Médée.
Elle publie en 1974 La Storia, qui devient un best-seller mondial avant d'être adapté à la télévision italienne en 1986 par Luigi Comencini. Ce roman fait partie des 100 meilleurs livres de tous les temps selon le Cercle norvégien du livre.
Son dernier roman, Aracoeli, paraît en 1982. Dans cette œuvre, Elsa Morante aborde entre autres la mort de Pier Paolo Pasolini (dont la date de décès correspond à la date des retrouvailles entre le personnage principal, Manuele, et sa mère dont il est en quête, Aracoeli). Ce livre lui vaut de recevoir en France le prix Médicis étranger 1984.
Malade des suites d'une fracture du fémur, elle tente de se suicider en 1983. Elle meurt en 1985.
En 2018, René de Ceccatty lui consacre la première biographie en français : Elsa Morante. Une vie pour la littérature (éd. Tallandier).

### Famille
Elsa Morante est la tante de l'actrice et réalisatrice Laura Morante.

## Œuvre

### Romans
- Menzogna e sortilegio (1948) Publié en français sous le titre Mensonge et sortilège, traduit par Michel Arnaud, Paris, éd. Gallimard, coll. « Du monde entier », 1967 (BNF 33104910) ; réédition, Paris, éd. Gallimard, coll. « Folio » nos 1884 e  1894, 2 vol., 1987  (ISBN 2-07-037884-5) et  (ISBN 2-07-037894-2)
- L'isola di Arturo (1957) Publié en français sous le titre L'Île d'Arturo, mémoires d'un adolescent, traduit par Michel Arnaud, Paris, éd. Gallimard, coll. « Du monde entier », 1963 (BNF 33104908) ; réédition, Paris, éd. Gallimard, coll. « Folio » no 1076, 1978  (ISBN 2-07-037076-3)
- La storia (1974) Publié en français sous le titre La Storia, traduit par Michel Arnaud, Paris, éd. Gallimard, coll. « Du monde entier », 1977  (ISBN 2-07-029692-X) ; réédition, Paris, éd. Gallimard, coll. « Folio » nos 1214-1215, 2 vol., 1980  (ISBN 2-07-037214-6) (ISBN 2-07-037215-4) ; réédition en un volume, Paris, éd. Gallimard, coll. « Folio » no 4024, 2004  (ISBN 2-07-031501-0)
- Aracoeli (1982) Publié en français sous le titre Aracoeli, traduit par Jean-Noël Schifano, Paris, éd. Gallimard, coll. « Du monde entier », 1984  (ISBN 2-07-070176-X)  ; réédition, Paris, éd. Gallimard, coll. « Folio » no 1736, 1986  (ISBN 2-07-037736-9)

### Recueils de nouvelles
- Il gioco segreto (1941)
- Le bellissime avventure di Caterì dalla Trecciolina (1942)
- Lo scialle andaluso (1963) Publié en français sous le titre Le Châle andalou, traduit par Mario Fusco, Paris, éd. Gallimard, coll. « Du monde entier », 1967 (BNF 33104912) ; réédition, Paris, Gallimard, coll. « Folio » no 1579, 1984  (ISBN 2-07-037579-X)
- Racconti dimenticati (2002), publication posthume Publié en français sous le titre Récits oubliés, Lagrasse, éd. Verdier, coll. « Terra d'altri », 2009  (ISBN 978-2-86432-579-6)
- Aneddoti infantili (2013), publication posthume Publié en français sous le titre Anecdotes enfantines, Paris, éd. Arléa, coll. « Littérature étrangère : domaine italien », 2015  (ISBN 978-2-36308-078-3)

### Poésie
- Alibi (1958) Publié en français sous le titre Alibi, traduit par Jean-Noël Schifano, Paris, éd. Gallimard, 1999  (ISBN 2-07-073176-6)
- Il mondo salvato dai ragazzini e altri poemi (1968), édition augmentée en 2012 Publié en français sous le titre Le Monde sauvé par les gamins, traduit par Jean-Noël Schifano, Paris, éd. Gallimard, coll. « Du monde entier », 1991  (ISBN 2-07-072281-3)

### Théâtre
- La serata a Colono. Parodia (2013)

### Autres publications
- Pro o contro la bomba atomica e altri scritti (1987) Publié en français sous le titre Pour ou contre la bombe atomique, traduit par Jean-Noël Schifano, Paris, éd. Gallimard, coll. « Arcades » no 22, 1992  (ISBN 2-07-072516-2)
- Diario 1938 (1989-2005)Publié en français sous le titre Territoire de rêve, traduit par Jean-Noël Schifano, Paris, éd. Gallimard, coll. « Arcades » no 62, 1999  (ISBN 2-07-073175-8)
- Piccolo manifesto dei comunisti (senza classe né partito). Lettera alle Brigate Rosse (2004) Publié en français sous le titre Petit manifeste des communistes, sans classes ni parti, suivi de Une lettre aux Brigades rouges, traduit par Martin Rueff, Paris, éd. Payot & Rivages, coll. « Rivages Poche. Petite bibliothèque » no 500, 2005  (ISBN 2-7436-1405-6)

## Adaptations

### Au cinéma
- 1962 : L'Île des amours interdites (L'isola di Arturo), film italien réalisé par Damiano Damiani, adaptation du roman L'Île d'Arturo
- 2009 : Santina, film italien réalisé par Gioberto Pignatelli

### À la télévision
- 1986 : La storia, mini-série italienne réalisée par Luigi Comencini, avec Claudia Cardinale, dont un film de 135 minutes a été tiré pour distribution en salles

### À la radio
- "La Storia", feuilleton radiophonique en 10 episodes de 30 minutes diffusé à partir du 2 octobre 2023 sur France Culture.

Réalisation de Juliette Heymann - traduction inédite de Nathalie Bauer - adaptation de Simonetta Greggio

## Hommages
- La Ville de Paris a nommé la rue Elsa-Morante en sa mémoire, dans le 13e arrondissement.